# Norrlandsfrågan
Norrlandsfrågan var en debatt som fördes i Sveriges riksdag omkring sekelskiftet 1900 rörande ägandeförhållanden i Norrland, sedan svenska staten genom avvittring avlåtit skogsmark till enskilda jordbrukare. När värdet på trä ökade sålde många jordbrukare av sin skogsmark till de stora skogsbolagen. 

## Bakgrund
Vid mitten av 1800-talet hade efterfrågan på timmer i Europa och förbättrade kommunikationer, tillsammans med nya ångsågar, lett till att efterfrågan och priserna på den norrländska skogen ökade. Konkurrensen mellan olika skogsaktörer ledde till att skogsbolagen för att försäkra sig om skogstillgång köpte upp avverkningsrätt av bönderna, ofta på perioder upp till 50 år. Många bönder sålde avverkningsrättigheterna på sin tidigare ganska lågt värderade skog för att sedan upptäcka att livsmedelsproduktionen fick allt större konkurrens från importerade varor, producerade i områden med bättre klimat. Samtidigt som penningekonomin bredde ut sig hade de gjort sig av med sin viktigaste biinkomst.
Historier spreds om hur bönder avlockats avverkningsrätten med brännvin. 1889 kom en lag som förbjöd skogsupplåtelser på längre tid än 20 år. Det ledde i stället till att skogsbolagen började köpa upp hemman, och 1885−1900 ökade bolagens jordinnehav i Norrlands drastiskt. I vissa socknar köptes så gott som all enskild jord upp. I Jämtland ägde skogsbolagen år 1900 40 procent av all enskilt ägd jord. Ofta var skogsbolagen ointresserade av jordbruken vid gårdarna, och lät i många fall lägga gårdarna öde. I ett försök att skydda jordbruken antogs 1896 en ägostyckningslag som tillät avsöndring av skogsmark från inägojord. I praktiken fick detta ingen stor betydelse för att rädda jordbruket, då få gårdar kunde bära sig utan tillgång på skog.

## Riksdagsfråga
1892 flammade frågan upp i samband med en riksdagsmotion om problemen med bolagsköpen. Jonas Stadling skrev under vintern 1893−1894 en rad skarpa inlägg mot skogsuppköpen. Stadling föreslog långtgående åtgärder, bland annat instämde han i ett riksdagsförslag om kollektivisering av skogen och föreslog till och med en reduktion av skogsmark tillhörig skogsbolagen. Frågan sågs som principiellt viktig och debatten blev både tvärpolitisk och långvarig. Vänstern var rädd för att kapitalisterna skulle ta över landsbygden, medan högern befarade att den norrländska försvarsviljan skulle minska. Bland bolagens försvarare i debatten märktes bland andra Frans Kempe.
Carl Lindhagen lade 1901 fram en riksdagsmotion med krav på utredning av frågan och i avvaktan på resultatet ett omedelbart stopp på bolagens uppköp av hemman. Han fick stöd av ett fyrtiotal andra riksdagsledamöter. Resultatet blev den så kallade Norrlandskommittén. Redan i 1903 års allmänna skogslag fick man igenom flera punkter genom bestämmelser om skydd av skogens återväxt och inskränkningar i rätten att arrendera skog. 1904 var Norrlandskommitténs utredning klar. Den gav i stora drag bolagskritikerna rätt, även om ledamöter på båda sidor inlade reservationer, exempelvis Kempe, som ansåg att man sett för mycket till böndernas rättigheter.
I stort följdes dock kommitténs förslag i det att den Norrländska förbudslagen (Bolagsförbudslagen) antogs 1906. 1909 kom regleringar av bolagens beskattning och kommunala rösträtt samt regleringar av jordbrukets skötsel på bolagsgårdarna.